# Jeff Tucker
Jeffrey Paul „Jeff“ Tucker (* 10. Dezember 1956 in White Plains, New York) ist ein ehemaliger US-amerikanischer Rennrodler.
Tucker begann 1976 mit dem Rodelsport, er trat im Einsitzer an. 1979 konnte er die AAU-Meisterschaften gewinnen. Er qualifizierte sich außerdem für die Olympischen Winterspiele 1980 in Lake Placid. Dort belegte er nach vier Läufen den 12. Platz. Dies war bis 1992 die beste Platzierung eines US-amerikanischen Rodlers bei Winterspielen.
Tucker besuchte die Staples High School in Westport, Connecticut und war dort im Fußball tätig und Kapitän der Skimannschaft. Den Besuch des College in Middlebury beendete er 1979 mit einem Abschluss in Politikwissenschaft.